# Hylotelephium cyaneum
Hylotelephium cyaneum är en fetbladsväxtart som först beskrevs av J. Rudolph, och fick sitt nu gällande namn av Hideaki Ohba. Hylotelephium cyaneum ingår i släktet kärleksörter, och familjen fetbladsväxter. Inga underarter finns listade i Catalogue of Life.